# Tạ Đình Thi
Tạ Đình Thi (sinh ngày 24 tháng 9 năm 1973) là chính trị gia nước Cộng hòa xã hội chủ nghĩa Việt Nam. Ông hiện là Phó Chủ nhiệm Ủy ban Khoa học, Công nghệ và Môi trường của Quốc hội, Đại biểu Quốc hội khóa XV từ Hà Nội, Phó Chủ tịch Nhóm nghị sĩ Việt Nam – Bỉ. Ông từng là Tổng Cục trưởng Tổng cục Biển và Hải đảo Việt Nam, Chánh Văn phòng Ủy ban chỉ đạo Quốc gia về thực hiện Chiến lược phát triển bền vững kinh tế biển Việt Nam.
Tạ Đình Thi là đảng viên Đảng Cộng sản Việt Nam, học vị Cử nhân Kỹ thuật môi trường, và Cử nhân Quản trị kinh doanh, Thạc sĩ Quản lý công cộng, Tiến sĩ Kinh tế, Cao cấp lý luận chính trị. Ông có sự nghiệp tập trung hoạt động trong ngành tài nguyên môi trường Việt Nam.

## Xuất thân và giáo dục
Tạ Đình Thi sinh ngày 24 tháng 9 năm 1973 tại xã Quất Động, huyện Thường Tín, tỉnh Hà Tây, nay thuộc thành phố Hà Nội. Ông lớn lên và tốt nghiệp phổ thông ở Thường Tín, theo học đại học và có hai bằng gồm Cử nhân Kỹ thuật môi trường, và Cử nhân Quản trị kinh doanh. Sau đó, ông học cao học và nhận bằng Thạc sĩ Quản lý công cộng, rồi là nghiên cứu sinh ở Trường Đại học Kinh tế Quốc dân, bảo vệ thành công luận án tiến sĩ đề tài "Chuyển dịch cơ cấu kinh tế trên quan điểm phát triển bền vững của vùng kinh tế trọng điểm Bắc Bộ Việt Nam", trở thành Tiến sĩ Kinh tế vào năm 2007. Ông được kết nạp Đảng Cộng sản Việt Nam vào ngày 30 tháng 12 năm 1998, trở thành đảng viên chính thức sau đó 1 năm, rồi từng học các khóa chính trị ở Học viện Chính trị Quốc gia Hồ Chí Minh, nhận bằng Cao cấp lý luận chính trị. Hiện ông thường trú ở phường Vĩnh Phúc, quận Ba Đình, thành phố Hà Nội.

## Sự nghiệp
Tháng 4 năm 1996, sau khi tốt nghiệp và có hai bằng đại học, Tạ Đình Thi ký hợp đồng lao động với Cục Môi trường thuộc Bộ Khoa học, Công nghệ và Môi trường, làm việc với vị trí cán bộ hợp đồng. Sau đó 1 năm, ông được tuyển dụng công chức, là Chuyên viên Cục Môi trường, phân công về Văn phòng Cục, đồng thời là Bí thư Chi đoàn Thanh niên Cộng sản Hồ Chí Minh ở Cục Môi trường từ đầu năm 1998. Trong giai đoạn này, ông cũng là Ủy viên Ban Chấp hành rồi giữ chức Phó Bí thư Đoàn Thanh niên Cộng sản Hồ Chí Minh Bộ Khoa học Công nghệ và Môi trường. Tháng 2 năm 2003, ông được điều tới Văn phòng Bộ Tài nguyên và Môi trường – cơ quan được chuyển đổi từ Bộ Khoa học Công nghệ và Môi trường trước đó 1 năm – làm Chuyên viên, thăng chức Phó Trưởng phòng vào tháng 9 cùng năm rồi Trưởng phòng Tổng hợp từ tháng 1 năm 2006. Vào những năm này, ông phụ trách trực tiếp giúp việc Thứ trưởng Thường trực giai đoạn 2003–08, là Phó Chánh Văn phòng Bộ, Thư ký Bộ trưởng Phạm Khôi Nguyên giai đoạn 2008–09. Bên cạnh đó, ông cũng là Phó Bí thư Đảng ủy Văn phòng Bộ, tiếp tục là Phó Bí thư Đoàn Bộ, rồi được bầu làm Ủy viên Ban Chấp hành Đoàn Khối các cơ quan Trung ương, Ủy viên Ban Chấp hành Trung ương Hội Liên hiệp Thanh niên Việt Nam khóa V nhiệm kỳ 2005–2010, Tổ trưởng Tổ Công đoàn Phòng Tổng hợp, Văn phòng Bộ. Tháng 8 năm 2009, Tạ Đình Thi được bổ nhiệm làm Phó Vụ trưởng Vụ Tổ chức cán bộ của Bộ Tài nguyên và Môi trường, sau đó lần lượt là Bí thư Chi bộ Vụ, Phó Vụ trưởng phụ trách từ tháng 5 năm 2010, rồi Vụ trưởng tháng 1 năm 2011. Về tổ chức Đảng, ông cũng là Ủy viên Ban Thường vụ Đảng ủy Bộ Tài nguyên và Môi trường, Chánh Văn phòng Ban Cán sự Đảng của Bộ, Ủy viên Ban Cán sự Đảng của Bộ.
Tháng 3 năm 2018, Tạ Đình Thi được bổ nhiệm làm quyền rồi chính thức là Bí thư Đảng ủy, Tổng Cục trưởng Tổng cục Biển và Hải đảo Việt Nam thuộc Bộ Tài nguyên và Môi trường, đồng thời kiêm nhiệm là Chánh Văn phòng Cơ quan thường trực Ủy ban chỉ đạo Quốc gia về thực hiện Chiến lược phát triển bền vững kinh tế biển Việt Nam đến năm 2030, tầm nhìn đến năm 2045. Đầu năm 2021, ông được giới thiệu ứng cử đại biểu quốc hội từ Hà Nội, tại đơn vị bầu cử số 9 gồm huyện Ứng Hòa, Mỹ Đức, Phú Xuyên và Thường Tín, rồi trúng cử Đại biểu Quốc hội khóa XV với tỷ lệ 75,55%. Vào ngày 15 tháng 12 năm 2021, Tạ Đình Thi được miễn nhiệm sau 25 năm công tác ở Bộ Tài nguyên và Môi trường, được bổ nhiệm làm Phó Chủ nhiệm Ủy ban Khoa học, Công nghệ và Môi trường của Quốc hội, và cũng là Phó Chủ tịch Nhóm nghị sĩ Việt Nam – Bỉ.